# Nasobelba agathis
Nasobelba agathis är en kvalsterart som beskrevs av Sandór Mahunka 2005. Nasobelba agathis ingår i släktet Nasobelba och familjen Suctobelbidae. Inga underarter finns listade i Catalogue of Life.